# Anumeta cestina
Anumeta cestina là một loài bướm đêm trong họ Erebidae.